# Baratol
Baratol – materiał wybuchowy, mieszanina 60% azotanu baru i 40% trotylu.
Właściwości:
- prędkość detonacji - 5200 m/s (przy gęstości 2,6 g/cm³)
- ciśnienie na froncie fali detonacyjnej - 140 kbar